# Henri-Paul Fin
Pour les articles homonymes, voir Fin.
Henri-Paul Fin (né le 20 mars 1950 à Wambrechies) est un coureur cycliste français.

## Palmarès
- Amateur
  - 1968-1970 : 16 victoires

- 1971
  - Chrono Madeleinois
  - 3e du Grand Prix de France
  - 3e du Grand Prix des Nations amateurs

- 1972
  - Trois Jours de Marck
  - Chrono Madeleinois
  - 2e de la Flèche d'or (avec Patrick Perret)
  - 2e du Grand Prix de France

- 1973
  - 2e du championnat de France de poursuite

- 1974
  - 3e du championnat de France de poursuite

- 1975
  - 3e du Grand Prix d'Orchies

- 1977
  - 2e du Chrono Madeleinois

## Résultat sur le Tour de France
1 participation
- 1976 : hors délais (10e étape)